# Eumichtis cuzcoensis
Eumichtis cuzcoensis là một loài bướm đêm trong họ Noctuidae.